# Gmina Mirna
Gmina Mirna (słoweń. Občina Mirna) – gmina w Słowenii, w środkowej części kraju. W 2018 roku liczyła 2575 mieszkańców.
Powstała w 2011 roku poprzez wydzielenie z obszaru gminy Trebnje.

## Miejscowości
Miejscowości wchodzące w skład gminy Mirna:

- Brezovica pri Mirni
- Cirnik
- Debenec
- Glinek
- Gomila
- Gorenja vas pri Mirni
- Migolica
- Migolska Gora
- Mirna – siedziba gminy
- Praprotnica
- Ravne
- Sajenice
- Selo pri Mirni
- Selska Gora
- Stan
- Stara Gora
- Ševnica
- Škrjanče
- Trbinc
- Volčje Njive
- Zabrdje
- Zagorica